# 63 Ausonia
Ausonia (asteroide 63) é um asteroide da cintura principal com um diâmetro de 103,14 quilómetros, a 2,09359509 UA. Possui uma excentricidade de 0,12605848 e um período orbital de 1 354,29 dias (3,71 anos).
Ausonia tem uma velocidade orbital média de 19,24365596 km/s e uma inclinação de 5,78557238º.
Este asteroide foi descoberto em 10 de Fevereiro de 1861 por Annibale de Gasparis. Seu nome vem da região de Ausonia, localizada no sul da Itália.